# Ján Botto

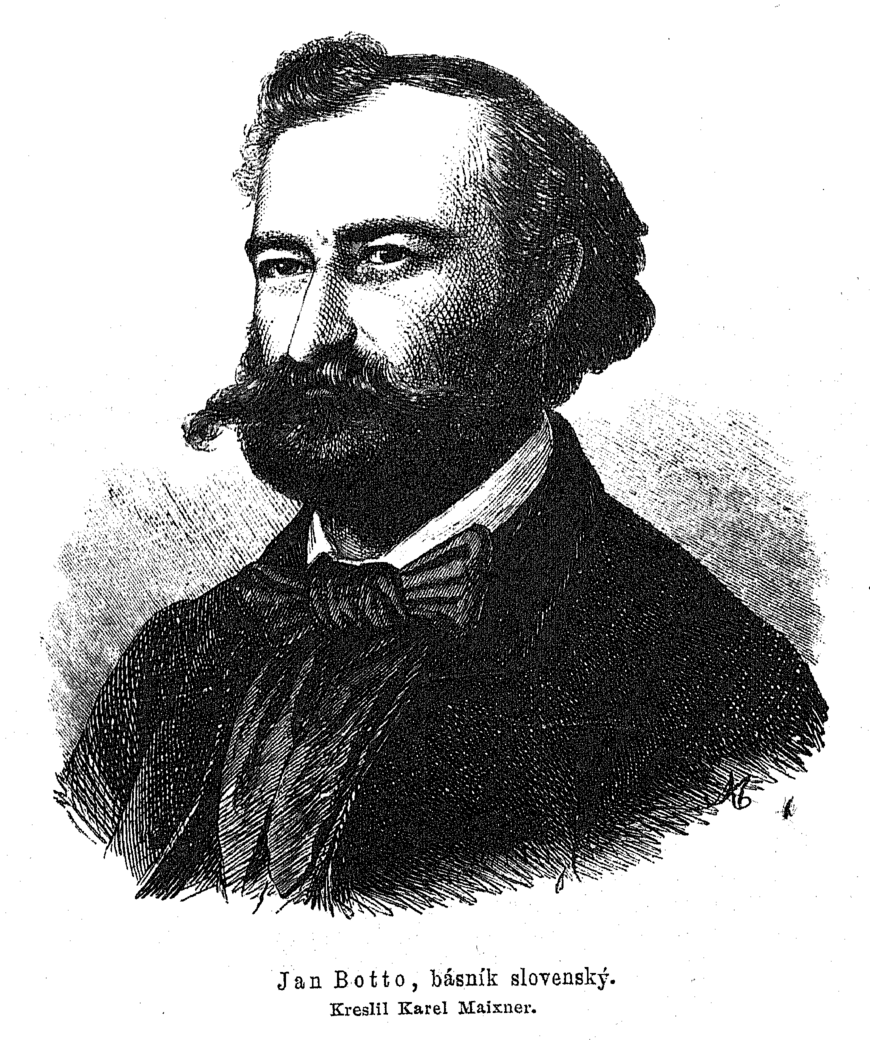
Ján Botto

Ján Botto (* 27. Januar 1829 in Felsőszkálnok (slow. Vyšný Skálnik), Komitat Gemer-Kleinhont, Königreich Ungarn (heute Slowakei); † 28. April 1881 in Neusohl, Österreich-Ungarn) war ein slowakischer Dichter der Romantik, Schriftsteller der Štúr-Generation und Mitgründer des ersten slowakischen Gymnasiums in Großrauschenbach (slow. Revúca).

## Leben
Botto stammte aus einer Bauernfamilie. Er war der zweite Sohn des Landwirts Juraj Botto und dessen Ehefrau Katarina Gajdáčová-Cabanová. Er besuchte eine Lateinschule in Osgyán (slow. Ožďany) und studierte ab 1843 am evangelischen Gymnasium in Leutschau, wo er sich zum ersten Mal an der slowakischen Nationalbewegung beteiligte und seine ersten Werke schrieb. Ab 1847 studierte er Geodäsie am Polytechnikum in Pest. Dort ereilten ihn die Revolutionsereignisse des Jahres 1848. Nach Niederschlagung der Revolution setzte er seine Studien fort, die er im Jahre 1851 erfolgreich abschloss. Danach arbeitete er als Landvermesser in verschiedenen damals oberungarischen, heute slowakischen Städten wie Martin, Schemnitz und Neusohl sowie in ländlichen Regionen der heutigen Mittelslowakei. Ab dem 1. August 1856 arbeitete er als selbständiger Vermessungsingenieur in Theißholz und im Komitat Turz. In den 1860er Jahren ließ er sich in Schemnitz nieder. Ab 1870 lebte er in Neusohl.
Am 6. und 7. Juni 1861 war er Teilnehmer der Nationalversammlung in St. Martin an der Turz, in welcher das Memorandum der slowakischen Nation deklariert wurde.
Durch seine selbständige Tätigkeit als Ingenieur für Vermessungswesen erarbeitete er sich einen gewissen Wohlstand, der ihn finanziell unabhängig machte. Deshalb konnte er die slowakische Kultur und deren Einrichtungen auch finanziell tatkräftig unterstützen. Er subventionierte das slowakische Kulturinstitut Matica slovenská und gehörte zu den Begründern des ersten slowakischen Gymnasiums in Großrauschenbach.
Mit Literatur begann sich Botto bereits in seiner Gymnasialzeit in Leutschau zu beschäftigen. Dort lernte er Pavol Dobšinský, den bekannten Sammler slowakischer Folklore und Herausgeber slowakischer Volksmärchen kennen, der ihn literarisch stark beeinflusste. Seine ersten literarischen Arbeiten erschienen in teilweise handgeschriebenen Studentenzeitschriften der damaligen Zeit.
Mit seiner Ballade Smrť Jánošíková (dt. „Jánošíks Tod“), die im Almanach Lipa („Die Linde“) im Jahr 1862 veröffentlicht wurde, gelang ihm der literarische Durchbruch. In neun Gesängen beschrieb Botto darin die Person des berühmten Räuberhauptmanns und slowakischen Volkshelden Juro Jánošík und den Kampf entgegengesetzter Kräfte: des Guten und des Bösen. Er beschrieb Jánošík in gegensätzlichen Bildern als 'Helden als Gefangenen' und 'Helden als Kämpfer für die Freiheit'. Bis heute gehört die Ballade nicht nur zu den bedeutendsten Werken des Dichters, sondern auch der gesamten slowakischen romantischen Literatur. Sie wurde in verschiedene Fremdsprachen übersetzt, u. a. ins Englische und ins Ungarische.

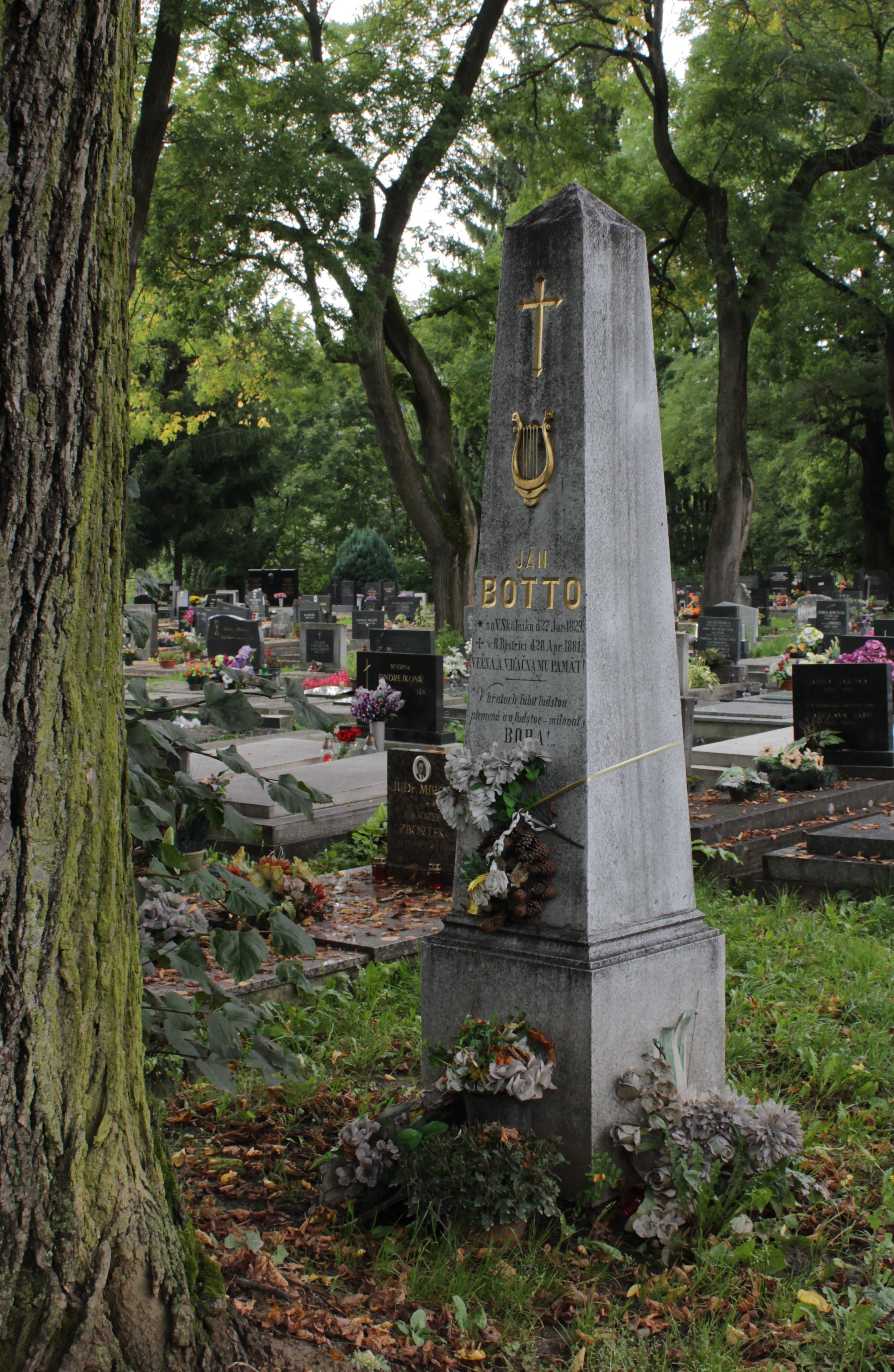
Grab von Jan Botto am Evangelischen Friedhof von Neusohl

Seine literarische Tätigkeit erreichte ihren Höhenpunkt mit der Herausgabe der Sammlung Spevy Jána Botta, die im Jahre 1880 in Prag in Druck erschienen. Ján Botto war nie verheiratet und hinterließ auch keine Nachkommen. Er starb am 28. April 1881 in Neusohl und wurde am 1. Mai 1881 im evangelischen Friedhof daselbst bestattet.

## Werk
Sein Werk lässt sich der Romantik zuordnen. Seine ersten Gedichte wurden in Leutschauer Zeitschriften, spätere Werke in slowakischen Literaturzeitschriften wie Sokol („Der Falke“) und Orol („Der Adler“) veröffentlicht. Das Hauptmotiv seiner Arbeiten war die slowakische Volkskultur mit patriotischen Elementen. Daneben schrieb Botto auch über aktuelle Themen seiner Zeit.
Seine Übersetzungen stammen überwiegend aus der slawischen (A. Mickiewicz, A. S. Chomjakow) und der ungarischen Literatur (S. Petőfi).
Allegorien
- 1846 – Svetský víťaz (Weltlicher Sieger)
- 1846 – Povesti slovenské (Slowakische Sagen)
- 1846 – Báj na Dunaji (Sage an der Donau)
- 1847 – K mladosti (An die Jugend)
- Poklad Tatier (Der Schatz der Tatra)
- Obraz Slovenska  (Das Bild der Slowakei)

Balladen
- Dva hroby (Zwei Gräber)
- Z vysokých javorov lístočky padajú (Blätter fallen von hohen Ahornbäumen)
- Tajný šuhaj (Geheimnisvoller Bursche)
- Práčka na Rimave  (Die Wäscherin von Rimava)
- Rimavín
- Žltá ľalia (Gelbe Lilie)
- Ctibor
- Margita a Besná
- Lucijný stolček (Das Tischlein der Luzia)

Gelegenheitsgedichte
- Vojenské piesne (Militärlieder)
- Duma nad Dunajom (Gedicht über die Donau)
- K holubici (Zur Taube)
- Ohlas na „Hlas z Martina“, 6. lipeň (Wiederhall auf die „Stimme aus Martin“, 6. Juni)
- Ku dňu 6. jún (Zum 6. Juni [1861], Begrüßung des Memorandums von Martin)
- 4. august 1863 (4. August 1863, Lobgedicht zur Entstehung der Matica slovenská)
- Nad mohylou J. Kollára (Am Grab von Jan Kollár)
- Dumka na blahú pamäť Sládkovičovu (Gedicht zur Erinnerung an Sládkovič)
- Nad hrobom Sládkovičovým pri sadení lipy (Am Grab von Sládkovič bei der Pflanzung einer Linde)
- K hodom Slávy
- 12. január 1870
- Vrahom (Den Mördern)

Kompositionen
- 1846 – Pieseň Jánošíkova (Jánošíks Lied)
- 1858 – Krížne cesty (Kreuzwege)
- 1862 – Smrť Jánošíkova (Jánošíks Tod)
- O Alžbete Báthoryčke (Über Elisabeth Báthory, Manuskript)

## Würdigung
Im Jahr 1979 wurde sein Konterfei auf die 100 Kronenmünze gesetzt.